# Roethenen (Karpatië)

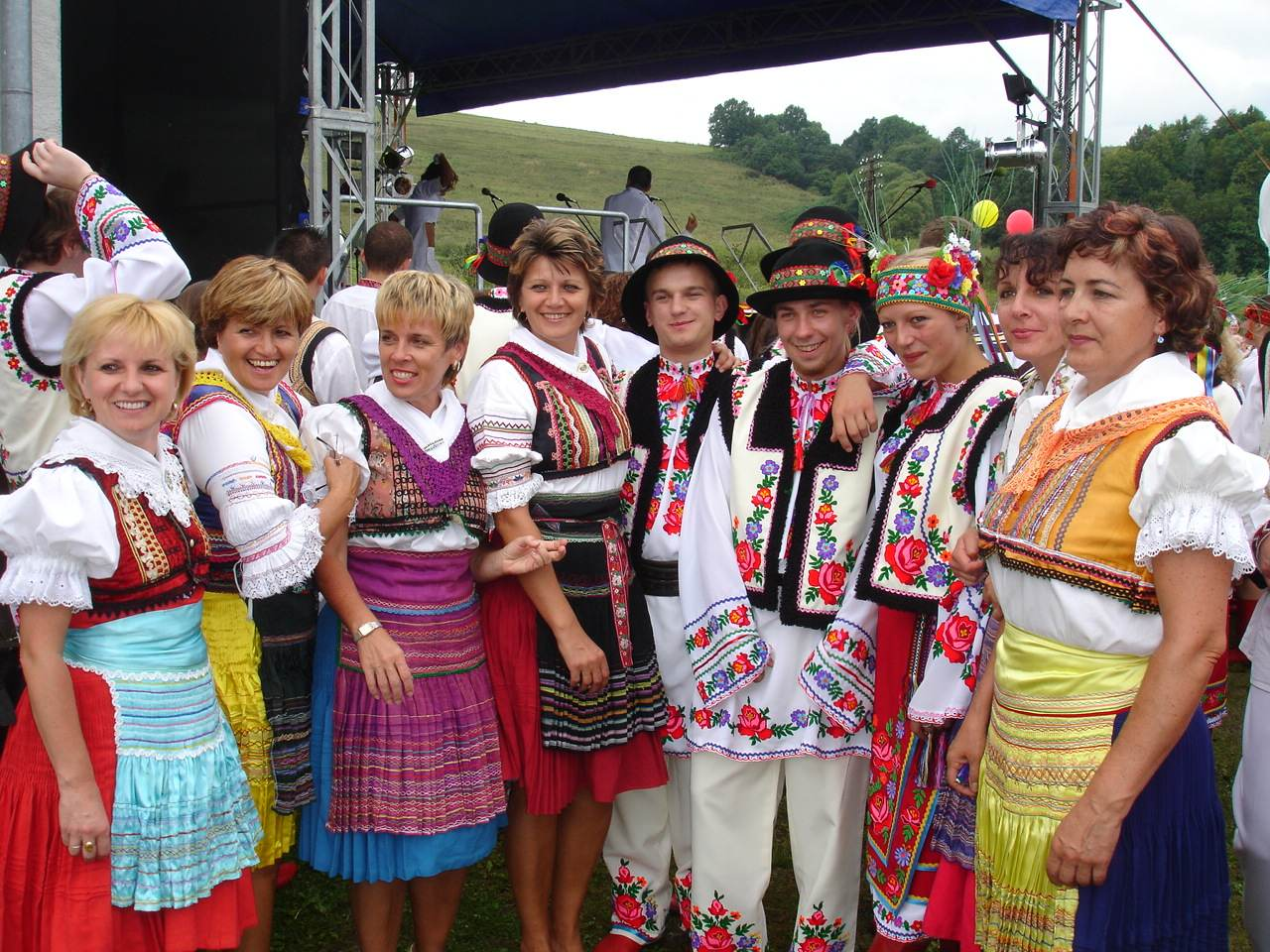
Een groep Roethenen in klederdracht. Links Lemken uit de omgeving van Prešov (Slowakije), rechts Roethenen uit de omgeving van Przemyśl (Polen)

Roethenen (Roetheens: Русины, Roesyny; Oekraïens en Servisch: Русини; Roesyny, Hongaars: Ruszinok) of Roesynen is in het huidige spraakgebruik de benaming voor de meest zuidwestelijke der Oost-Slavische volksstammen, in essentie diegenen wier voorouders ten tijde van Oostenrijk-Hongarije in het Hongaarse gedeelte woonden (Karpato-Roethenië). De academische wetenschap classificeert Roethenen vaak als Oekraïners, maar er zijn mensen die het standpunt innemen dat Roethenen een onafhankelijke etnische groep zijn. Sommige Roethenen en Roetheense organisaties beschouwen zichzelf als een apart volk, en sommige als Oekraïners.

## Geschiedenis

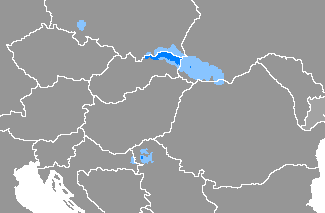
Verspreiding van de Roethenen

Met de naam Roethenen werden op verschillende momenten in de geschiedenis verschillende bevolkingsgroepen van Roethenië aangeduid, met name voor de Oost-Slavische volkeren binnen het Pools-Litouwse Gemenebest. De benaming werd ook gebruikt voor de Oostelijke Slaven die binnen de grenzen van Oostenrijk (vanaf 1867: Oostenrijk-Hongarije) woonden (in Galicië en Lodomerië, de Boekovina en verschillende gebieden die tot Hongarije behoorden).
Hun taal onderscheidde zich enigszins van die van de Oekraïners in Rusland, maar vooral kerkelijk weken ze af: zij behoorden tot de geünieerde kerk (liturgisch oosters-orthodox, maar de paus van Rome erkennend), namelijk de Roetheens-Katholieke Kerk.
In de 19e eeuw liepen hun culturele oriëntaties uiteen: sommigen richtten zich op Rusland, anderen op de Oekraïners in Rusland en weer anderen zagen zich vooral als Roetheen. Omdat de naam "Oekraïners" ("grensbewoners") een Russisch perspectief weergeeft, wensten velen zich niet met het Oekraïense nationalisme te identificeren, temeer daar ze nooit bij het Russische Rijk behoord hadden. Ze noemden zich daarom geen Oekraïners maar Roesyny.
Na de Tweede Wereldoorlog woont het merendeel van hen binnen Oekraïne: de verwantschap met Oekraïners en de druk van de overheid hebben ertoe geleid dat een deel van de Roethenen zichzelf als Oekraïners beschouwt. Het grootste deel van de Roethenen is het hier echter niet mee eens en beschouwt zichzelf als een zelfstandig volk. Zij ijveren voor meer zelfstandigheid van het Roetheense volk binnen de Oekraïense staat, waarbij er ook separatistische Roethenen zijn. Verder beschouwen sommige Roethenen zichzelf als Russen.

## Minderheden
Buiten Oekraïne ligt dat genuanceerder. In de volgende landen bestaan Roetheense minderheden:
- In Polen: de Lemken, een groep die na de Tweede Wereldoorlog werd verdreven en in Pommeren, Silezië en Oekraïne terechtkwam. Zij keerden later gedeeltelijk terug naar hun woongebieden in de Beskiden, het uiterste zuidoosten van Polen. In Polen zijn er nu tussen de 638 en 10.531 Lemken
- In Slowakije een aanzienlijk aantal (33.000, census 2011)
- In Hongarije een gering aantal (2.342)
- In Roemenië een iets groter aantal (200–4.090)
- In Tsjechië erg weinig (1.109)
- In Vojvodina, een autonome regio het noorden van Servië, 14.246 (census 2011), daar in de 18e eeuw naartoe geëmigreerd vanuit de Karpaten.
- In Kroatië 2.879
- Verder grote gemeenschappen in Noord- en Zuid-Amerika

De Roethenen (hun benaming hangt samen met die van het Kievse Rijk of Kyjivska Roes) hebben hun naam gegeven aan het gebied Karpato-Roethenië (dat ook bekendstaat onder de namen Karpato-Oekraïne, Transkarpatië en een reeks andere namen). Deze benaming is verwant met die van de Russen en stamt nog uit de tijd waarin Oost-Slavische stammen nog niet tot zelfstandige naties waren geconsolideerd. Tot in de 19e eeuw noemden de Roethenen zich zowel Roesyny als Roesky.
Dit gebied behoort sinds de Tweede Wereldoorlog tot Oekraïne (tot 1991 binnen de Sovjet-Unie).